# Fine Living
A Fine Living egy amerikai műholdas és kábeltelevíziós csatorna volt 2015 és 2020 között. Programkínálatában életmóddal, divattal, lakberendezéssel és főzéssel kapcsolatos televíziós különlegességek közül válogathattak a nézők. Európában és Nagy-Britanniában a Zone Club utódja volt.

## Története
A csatorna 2015. április 7-én indult el Magyarországon a UPC Direct, Csehországban és Szlovákiában a freeSAT, Romániában pedig a Focus Sat kínálatában. A csatorna kezdetben angol nyelven működött.
Magyar hangsávval 2015. május 28-tól sugárzott (akkor még csak kevés műsorszámot lokalizáltak, a legtöbb még angolul szólt). Ettől a naptól olyan műsorok jelentek meg, mint például a Killer Kitchen Makeover vagy éppen a Keasha’s Perfect Dress.
2015. november 10-től a UPC digitális kábeles hálózatán, 2017 januárjától az Invitel kínálatában is elérhetővé vált a csatorna.
2018. március 1-jén tulajdonosváltáson esett át a csatorna. A Scripps Networks International a teljes csatornaportfóliót eladta a Discovery Communicationsnek.
A csatorna 2020. december 31-én megszűnt a Discovery Showcase HD-vel együtt.